# Shegaon
Shegaon è una città dell'India di 52.418 abitanti, situata nel distretto di Buldhana, nello stato federato del Maharashtra. In base al numero di abitanti la città rientra nella classe II (da 50.000 a 99.999 persone).

## Geografia fisica
La città è situata a 20° 49' 08 N e 76° 41' 57 E.

## Società

### Evoluzione demografica
Al censimento del 2001 la popolazione di Shegaon assommava a 52.418 persone, delle quali 27.062 maschi e 25.356 femmine. I bambini di età inferiore o uguale ai sei anni assommavano a 7.524, dei quali 3.928 maschi e 3.596 femmine. Infine, coloro che erano in grado di saper almeno leggere e scrivere erano 38.008, dei quali 21.240 maschi e 16.768 femmine.